# ЦЕРБ
ЦЕРБ ГРУП е инженерингова бизнес група с над 77 години опит в енергийния сектор, която оперира на международния пазар в повече от 10 държави. Тя обединява комплексни решения, обхващащи целия жизнен цикъл на енергийните обекти – от проектиране и строителство, през доставка и монтаж, до поддръжка, сервиз и мониторинг.

## Дейност
Компанията предлага интегрирана експертиза в различни области на енергетиката, включително изграждане и рехабилитация на индустриални и енергийни съоръжения, специализиран транспорт и логистика за тежки и извънгабаритни товари, производство на електротехнически компоненти и оборудване, както и на възобновяеми енергийни системи.
Дружеството разполага с модерни лаборатории за технически контрол, вибродиагностика и изпитвания на електрически машини и трансформатори, гарантирайки високо качество и безопасност на предлаганите услуги и продукти. Благодарение на утвърдените си стандарти и сертификации, ЦЕРБ ГРУП е надежден партньор за големи индустриални клиенти, енергийни компании и държавни институции.
Със силен акцент върху иновациите, устойчивото развитие и индивидуалния подход към всеки проект, ЦЕРБ ГРУП продължава да се развива като лидер в инженерната сфера, като предоставя ефективни и дългосрочни решения за енергийната индустрия.
Компанията притежава единствената действаща вагон-лодка на Балканите за превозване на тежки извънгабаритни товари по железопътни релси.

## История[4]
1948 - Създаден е първият цех на Централна Енергоремонтна База – за ремонт на въртящи се електрически машини.
1956 - ЦЕРБ започва извършването на ремонтни дейности на трансформатори.
1960 - Открит е механичен цех.
1961 - Създадена е лаборатория за анализ на трансформаторни масла.
1965 - Основан е специализиран транспортен отдел за транспорт на тежки и извънгабаритни товари и такелаж.
1975 - Открит е Център за контрол на метали.
1979 - Създадена е единствената в България Лаборатория за вибродиагностика и балансиране на въртящи се електрически машини.
1980 - Разширява се дейността с диагностика и ремонт на стъпални регулатори.
1992 - Създаден е лаборатория за високоволтови изпитания.
2001 - Приватизация на ЦЕРБ.
2012 - Създадено е направление „ЦЕРБ Билд“ за промишлено и гражданско строителство.
2015 - Открит е департамент за доставка на енергийно и електротехническо оборудване за ниско, средно и високо напрежение, с фокус върху модерни технологии и ефективност.
2017 - Започват дейности по електроизграждане на мрежи и уредби за ниско и средно напрежение – „ЦЕРБ Електроизграждане“.
2018 - Създадено е направление „ЦЕРБ Солар“, фокусирано върху високотехнологични решения в соларната енергетика и иновации в сектора.
2021 - Открито е поделение за изграждане и реконструкция на подстанции – „ЦЕРБ Подстанции“.
2024 - Въведен е технически надзор на СТО(анализ на хидравлични масла).
2025 - Разширяване на производството на електрически съоръжения за модернизация, КТП, табла за контрол и управление („ЕЛИА“, гр. Добрич).

## Производствени помещения
Производствените помещения на ЦЕРБ са с площ от 20 000 m². Дейността е разпределена в 4 основни направления – въртящи се електрически машини, трансформатори, механична обработка, транспорт). Има 3 лаборатории (за анализ и изпитване на трансформаторното масло, високоволтова изпитателна лаборатория и за контрол на метала), специализирано звено за динамичен вибробаланс и диагностика, учебен център по заваряване за обучаване на новите кадри.

## Специалисти и направления
В предприятието работят над 150 инженери, техници и специалисти.
Като част от фирмената политика за привличане на млади специалисти ЦЕРБ поддържа стипендиантска програма в подкрепа на образованието и бъдещите млади професионалисти в сферата на електроенергетиката.
НАПРАВЛЕНИЯ
- Въртящи се електрически машини
- Трансформатори
- Високоволтова изпитателна лаборатория
- Централна химическа лаборатория
- Център за контрол на метали
- Технически надзор на съоръжения с повишена опасност
- ЦЕРБ ВИБРО ХЕЛТ
- ЦЕРБ Ел. изграждане
- ЦЕРБ Подстанции
- ЦЕРБ ЕЛИА
- ЦЕРБ Доставки
- ЦЕРБ Транспорт
- ЦЕРБ Билд
- ЦЕРБ Солар

## Проекти
ЦЕРБ се грижи за електрическите съоръжения на НЕК, ЕСО, Енерго-Про Мрежи, ЧЕЗ Разпределение България, Мини Марица изток, Лукойл Нефтохим. Работи по проекти на най-големите енергийни предприятия в Източна Европа. Сред тях са националната електрическа компания на Гърция – Public Power Corporation S.A, МЕТКА Гърция, ЕЛЕМ Северна Македония, националната електрическа компания на Косово – КЕК, най-голямата енергийна компания в Босна и Херцеговина – Elektroprivreda BiH, Енерго-Про Чехия.

## Отличия
Златен медал Национален конкурс „Отливка на 2024 година“ (организиран от Научно-техническия съюз по машиностроене и Националното научно-техническо дружество по металолеене) 
Отличена творба: „Основен детайл от алуминиева тоководеща клема, първична комутация, болтова“ Категория: Технологичен процес „Леене в пясъчна форма“
- Два златни медала за от Международен технически панаир – Пловдив 2024г.

1. Елиа АД – Къщичка за трансформатор със сеизмична квалификация.[25]
2. Елиа АД - Сеизмична квалификация на две двойки шкафове Сивикон С 8[26]

- Два златни медала за иновации от Международния панаир Пловдив, 2023 г.: Система за дистанционен енергиен мониторинг и управление (EMS) на микромрежи и за Мощна хибридна зарядна станция за електромобили с фотоволтаична централа и батерии.[27]

- Три златни медала и диплом от Международен технически панаир Пловдив, 2022 г.: Комплексна диагностика „Паспортизация“ на силови и специални трансформатори, Батерийна система за съхранение на енергия от възобновяеми източници (CERB BESS) и за Активни съпротивления за заземяване на звездния център на силови трансформатори.[28]

- Златен медал от Международен технически панаир Пловдив, 2015 г.: Вибрационен мониторинг и диагностика.[източник? (Поискан преди 9 дни)]
- Награда за Иновативен за български продукт на Българска асоциация на електротехниката и електрониката (БАСЕЛ), 2015 г., за VibroHealth+ – система, която намалява риска от аварии в електрическите централи.[29][30]

## Галерия
- Централна енергоремонтна база
- Рехабилитация на статор във ВЕЦ
- Превоз на трансформатор с вагон-лодка
- ЦЕРБ ГРУП външна площ